# Heteropatella antirrhini
Heteropatella antirrhini är en svampart som beskrevs av Buddin & Wakef. 1926. Heteropatella antirrhini ingår i släktet Heteropatella och familjen Helotiaceae.   Inga underarter finns listade i Catalogue of Life.